# Djelika Coulibaly
Djelika Coulibaly (* 22. Februar 1984 in Abidjan) ist eine ivorische Fußballspielerin.

## Karriere

### Verein
Coulibaly spielt seit 2000 in der höchsten ivorischen Frauenliga für den AS Juventus de Yopougon.

### Nationalmannschaft
Sie gehört zum Kader der Ivorische Fußballnationalmannschaft der Frauen und wurde am 26. Oktober 2012 für den Coupe d’Afrique des nations féminine de football nominiert.